# Voor niets
Voor niets was een single van Bob Bouber. Het nummer is een bewerking van No charge. Op de achtergrond zingt Patricia Paay. Het nummer bereikte de derde positie in de Nederlandse Top 40 en bleef acht weken genoteerd.
Het verhaal gaat over een gezin waarin de vader vertelt dat zijn zoon met een papiertje naar zijn moeder loopt. Op dat papiertje heeft hij alle klusjes opgeschreven en somt hij op hoeveel geld hij voor elk klusje wil hebben. 
Op de achterkant schreef haar moeder wat zij voor hem heeft gedaan; vanaf de geboorte tot nu en allemaal "gratis, voor niets". Wanneer hij dit hoort, schrijft hij in hanenpoten: "Nota voldaan".